# فرمانده سپاه تفنگداران دریایی سلطنتی
فرمانده سپاه تفنگداران دریایی سلطنتی (انگلیسی: Commandant General Royal Marines) فرمانده عملیاتی و رئیس حرفه‌ای سپاه تفنگداران دریایی سلطنتی است. این عنوان از سال ۱۹۴۳ وجود داشته است. این نقش توسط یک ژنرال که توسط یک معاون فرمانده با رتبه سرتیپ یاری می‌شود، مدیریت می‌گردد. این مقام را نباید با کاپیتان ژنرال تفنگداران دریایی سلطنتی، رئیس تشریفاتی، اشتباه گرفت. فرمانده تفنگداران دریایی سلطنتی همتای فرمانده سپاه تفنگداران دریایی ایالات متحده است.
در سال ۱۷۶۰، سه کاپیتان نیروی دریایی به عنوان سرهنگ تفنگداران دریایی منصوب شدند. با این حال، اینها افسران نیروی دریایی بودند و این بدان معنا بود که حداکثر درجه‌ای ک افسران دریایی زیرمجموعه می‌توانستند ارتقا یابد، سرهنگ دومی بود. این مشکل سازمانی تا سال ۱۷۷۱ که فرماندهان سه لشکر (پورتسموث، پلیموث و چاتهام) منصوب شدند، ادامه داشت.
اولین رئیس حرفه‌ای سپاه تفنگداران دریایی سلطنتی، معاون آجودان کل بود، پستی که از سال ۱۸۲۵ تا ۱۹۱۴ وجود داشت، زمانی که این پست به آجودان کل تغییر نام داد، که دارنده این پست معمولاً درجه ژنرال ۴-ستاره را داشت. از سال ۱۹۴۳ فرمانده حرفه‌ای نیروی دریایی سلطنتی، فرمانده کل بوده است که تا سال ۱۹۷۷ درجه ارتشبد (ژنرال)، تا سال ۱۹۹۶ درجه سپهبد، تا آوریل ۲۰۲۱ درجه سرلشکر، تا نوامبر ۲۰۲۲ درجه سپهبد و از سال ۲۰۲۲ درجه ارتشبد را داشته است. سپهبد رابرت مگوان اولین کسی بود که دو بار این نقش را برعهده گرفت، بین سال‌های ۲۰۱۶ تا ۲۰۱۷ و دوباره از ۲۰۲۱ تا ۲۰۲۲ خدمت کرد.
در ۲۵ نوامبر ۲۰۲۲، نیروی دریایی سلطنتی اعلام کرد که ژنرال گوین جنکینز، معاون وقت رئیس ستاد دفاع، همزمان به عنوان فرمانده جدید نیروی دریایی سلطنتی منصوب خواهد شد و او اولین ژنرال ۴ ستاره‌ای خواهد بود که از سال ۱۹۷۷ این نقش را برعهده می‌گیرد.